# Camille Winbush
Camille Simoine Winbush (Culver City, 9 de fevereiro de 1990) é uma atriz americana. Com seus trabalhos na televisão, conquistou três prêmios do Image Awards e um Young Artist Awards.

## Biografia
Camille nasceu em Culver City, Califórnia, filha de Antonio e Alice Winbush. Seus hobbies incluem praticar ginástica e tocar piano.
Atuou no filme Ghost Dog: The Way of the Samurai, com Forest Whitaker, em Eraser, com Arnold Schwarzenegger, e em Dangerous Minds, com Michelle Pfeiffer. Além disso, teve um papel na série 7th Heaven e papéis menores em Criminal Minds, That's Life, The Norm Show, NYPD Blue e Any Day Now.
Teve sua grande oportunidade em desempenhar o papel Nessa Thomkins, sobrinha do comediante Bernie Mac da série cômica The Bernie Mac Show, produzida pela FOX. Em 2007, ela apareceu como Camille, sobrinha do dr. Richard Webber do seriado Grey's Anatomy.
Atualmente interpreta Lauren, personagem da série adolescente The Secret Life of the American Teenager, produzida pela ABC Family.

## Carreira
- 1995 - Dangerous Minds
- 1996 - Eraser
- 1999 - Ghost Dog: The Way of the Samurai... Pearline
- 2001 - The Bernie Mac Show... Vanessa
- 2007 - Grey's Anatomy... Camille
- 2008 - The Secret Life of the American Teenager... Lauren